# 弗拉基米尔·伊万诺维奇·莫罗佐夫 (1940年)
弗拉基米尔·伊万诺维奇·莫罗佐夫（羅馬化：Vladimir Ivanovich Morozov；1940年3月4日—2023年2月8日）是一位苏联皮划艇运动员。他在克拉斯诺沃茨克的武装力量体育协会接受训练，后来又在基辅接受训练。
莫罗佐夫于1940年3月4日出生于土库曼苏维埃社会主义共和国克拉斯诺沃茨克。他于1957年开始接触皮划艇，并于1963年成为苏联国家队成员。1964年至1972年间，他连续三届奥运会为苏联夺得金牌。
莫罗佐夫于2023年2月8日去世，享年82岁。